# John A. Ball
John Allen Ball, né le 8 décembre 1935 à Ravenne dans le Nebraska, aux États-Unis et mort le 6 août 2019 à Harvard au Massachusetts, est un scientifique de longue date de l'observatoire Haystack. Il a remporté la médaille Rumford en 1971 pour son travail de pionnier dans l'astronomie à très longue base.